# Enisej-STM
Enisej-STM (in russo Eисей-СТМ?) è un club russo di rugby a 15 di Krasnojarsk.
Partecipa al Professional'naja regbijnaja liga, il principale campionato russo.

## Storia
Fu fondato nel 1975 con il nome di Trud Krasnojarsk e nel 1978 fu rinominata Sibtjažmaš.
Il nome attuale è del 2000.
Nel 2015 vincendo la doppia finale della Qualifying Competition con il Baia Mare si qualificò per la Challenge Cup 2015-16.

## Palmarès
- Campionati russi: 9
1999, 2002, 2005, 2011, 2012, 2014, 2016, 2017, 2018
- Coppe di Russia: 6
2000, 2001, 2008, 2014, 2016, 2017
- European Rugby Continental Shield: 2
2016-17, 2017-18